# George Reader
George Reader (Exeter, 1896. november 22. – Southampton, 1978. július 13.) angol nemzetközi labdarúgó-játékvezető. Polgári foglalkozása tanár, diplomáját a St Luke tanárképző-főiskolán szerezte, itt végzett Kenneth Aston későbbi nemzetközi játékvezető is. 1960-ban iskolaigazgatóként fejezte be tanári pályafutását.

## Pályafutása

### Labdarúgóként
Tizenhat éves játékos pályafutását 1914-1920 között az Exeter City-nél csatár poszton töltötte. Fejlődését elősegítve 1920-1921 között a Southampton FC-be igazolt, ahonnan három bajnoki mérkőzés után távozott, mert nem láttak fantáziát játékában. A lehetséges önkontrollt is figyelembe véve nagyon aláigazolt, 1921-ben a Cowes FC-vel megnyerte Hampshire grófság kupáját, ez az osztály nagyjából megfelel a magyar megyei negyedosztálynak.

### Labdarúgó-játékvezetőként

#### Nemzeti játékvezetés
1930-ban vizsgázott. 1936-ban már az I. liga partjelzői keretének tagja, 1939-ben minősítették az I. Liga játékvezetőjének. Az aktív nemzeti játékvezetéstől 1944-ben visszavonult. Szövetségének felkérésére 1948-tól 1950-ig újra I. Ligás bíró. Első ligás mérkőzéseinek száma: 61.

##### Nemzeti kupamérkőzések
Vezetett Kupa-döntők száma: 2.

###### War kupa
A második világháború alatt az Angol Labdarúgó-szövetség szervezésében a háborús labdarúgásban kiemelkedően jeleskedett, a háborús viszonyok között megtartott kettő, nem hivatalos FA Kupa döntőt vezette.

#### Nemzetközi játékvezetés
Az Angol labdarúgó-szövetség (FA) Játékvezető Bizottsága (JB) terjesztette fel nemzetközi játékvezetőnek, a Nemzetközi Labdarúgó-szövetség (FIFA) 1944-től tartotta nyilván bírói keretében. Több nemzetek közötti válogatott és klubmérkőzést vezetett, vagy működő társának partbíróként segített. A FIFA JB központi nyelvei közül a angolt beszélte.  Az angol nemzetközi játékvezetők rangsorában, a világbajnokság-Európa-bajnokság sorrendjében többedmagával a 21. helyet foglalja el 3 találkozó szolgálatával. 1947. május 10-én a Nagy-Britannia – Európa válogatott mérkőzést vezette. Ez a mérkőzés volt hivatott gálával ünnepelni, hogy az angolok visszatértek a FIFA-ba. Az aktív nemzetközi játékvezetéstől 1950-ben búcsúzott. Válogatott mérkőzéseinek száma: 16.

#### Labdarúgó-világbajnokság
A világbajnoki döntőhöz vezető úton Brazíliába a IV., az 1950-es labdarúgó-világbajnokságra a FIFA JB bíróként alkalmazta. Angliából öt sportember képviselte a játékvezetést, összesen 9 mérkőzést (2 partbírói tevékenység mellett), a 22 mérkőzés 41%-át vezették. Ez szokatlanul magas foglalkoztatottságot - angol a FIFA elnöke - jelent. A nyitómérkőzéssel (egyik csoportmérkőzés) kezdett. Sir Stanley Rous: Már az a játékvezető is megtisztelve érezheti magát, aki a nagy világverseny első mérkőzését dirigálhatja. Egy nagy színjáték prológusaként irányt szabhat a többi kollégájának. Ő volt a negyedik sportember és az első angol, aki labdarúgó-világbajnoki döntőt vezethetett. Partbírói feladatot nem látott el. A negyedik világbajnokság döntőjét 4. európaiként, első angolként vezethette. Világbajnokságon vezetett mérkőzéseinek száma: 3.
A FIFA JB tagjai sok szempontot vettek figyelembe a döntő játékvezetőjének kijelölésekor. Többek között az egyik momentum, hogy Brazília többnyire angol játékvezetés mellett jutott a döntőbe. A másik, hogy egy São Paulóban levő napilap szerkesztője, nevezetesen Gazeta Esportivo, dicsérte a brit játékvezetők szakmai munkáját, miközben elmondta az olvasóinak, Brazília megérdemelne egy brit játékvezetőt, még akkor is, ha Anglia lenne az ellenfél. A harmadik, hogy Anglia nem jutott a döntőbe. Már nem fiatalon - a világbajnokság legidősebb játékvezetője -, kiegyensúlyozott teljesítményét elismerve, 54 évesen (53 éves és 236 napos) vezette a döntő mérkőzést, ami egyben a búcsúmérkőzése volt. Hasonló teljesítményre legközelebb 2006-ban Horacio Elizondo játékvezető lehetett büszke.

##### 1950-es labdarúgó-világbajnokság

###### Világbajnoki mérkőzés
| Időpont          | Helyszín                              | Mérkőzés típusa              | Mérkőzés           | Partbírók                          | Eredmény | Nézők száma |
| ---------------- | ------------------------------------- | ---------------------------- | ------------------ | ---------------------------------- | -------- | ----------- |
| 1950. június 24. | Maracanã Stadion, Rio de Janeiro      | csoportmérkőzés (1. csoport) | Brazília–Mexikó    | Mervyn Griffiths/George Mitchell   | 4 : 0    | 81 000      |
| 1950. július 2.  | Independência Stadion, Belo Horizonte | csoportmérkőzés (4. csoport) | Uruguay–Bolívia    | Roma Ramon Azon/Cayetano De Nicola | 8 : 0    | 5 000       |
| 1950. július 16. | Maracanã Stadion, Rio de Janeiro      | döntő                        | Uruguay – Brazília | Arthur Ellis/George Mitchell       | 2 : 1    | 199 954     |

#### Olimpiai játékok
Az 1948. évi nyári olimpiai játékok labdarúgó tornáját, ahol a FIFA JB bírói szolgálatra alkalmazta. A kor elvárása szerint az egyes számú partbíró játékvezetői sérülésnél átvette a mérkőzés vezetését. Partbíróként nem kapott küldést.
| Időpont          | Helyszín                         | Mérkőzés típusa | Mérkőzés           | Eredmény | Nézők száma |
| ---------------- | -------------------------------- | --------------- | ------------------ | -------- | ----------- |
| 1948. július 26. | Fratton Park Stadion, Portsmouth | egyik selejtező | Hollandia–Írország | 3 : 1    | 8 000       |

##### Brit Bajnokság
1882-ben az Egyesült Királyság brit tagállamainak négy szövetség úgy döntött, hogy létrehoznak egy évente megrendezésre kerülő bajnokságot egymás között. Az utolsó bajnoki idényt 1983-ban tartották meg.
| Időpont            | Helyszín                      | Mérkőzés típusa | Mérkőzés              | Eredmény |
| ------------------ | ----------------------------- | --------------- | --------------------- | -------- |
| 1946. november 27. | Hampden Park Stadion, Glasgow | csoportmérkőzés | Skócia–Észak-Írország | 0 : 0    |

#### Skandináv Bajnokság
Nordic Championships/Északi Kupa labdarúgó tornát Dánia kezdeményezésére az első világháború után, 1919-től a válogatott rendszeres játékhoz jutásának elősegítésére rendezték a Norvégia, Dánia, Svédország részvételével. 1929-től a Finnország is csatlakozott a résztvevőkhöz. 1983-ban befejeződött a sportverseny.
| Időpont          | Helyszín                         | Mérkőzés típusa | Mérkőzés              | Eredmény | Nézők száma |
| ---------------- | -------------------------------- | --------------- | --------------------- | -------- | ----------- |
| 1947. június 15. | Idrætsparken Stadion, Koppenhága | csoportmérkőzés | Dánia–Svédország      | 1 : 4    | 38 000      |
| 1947. október 5. | Råsunda Stadion, Stockholm       | csoportmérkőzés | Franciaország–Belgium | 4 : 1    |             |

#### A magyar labdarúgó-válogatott mérkőzései (1902–1929)
| Időpont            | Helyszín                      | Mérkőzés típusa          | Mérkőzés                | Eredmény | Nézők száma |
| ------------------ | ----------------------------- | ------------------------ | ----------------------- | -------- | ----------- |
| 1949. november 20. | Megyeri úti Stadion, Budapest | 271. válogatott mérkőzés | Magyarország–Svédország | 5 : 0    | 46 000      |

## Sportvezetői pályafutás
1963-tól közel tizenöt éven át Southamton FC elnökeként tevékenykedett. Csapata 1976-ban a Southampton FC – Manchester United FC (1-0) találkozóval megnyerte a FA Kupa tornát.

## Külső hivatkozások
- George Reader. World Referee. [2011. szeptember 22-i dátummal az eredetiből archiválva]. (Hozzáférés: 2012. október 2.)
- George Reader. footballzz.com. (Hozzáférés: 2012. október 2.)
- George Reader. footballdatabase.eu. (Hozzáférés: 2012. október 2.)
- George Reader. scoreshelf.com. [2015. december 28-i dátummal az eredetiből archiválva]. (Hozzáférés: 2012. október 2.)
- George Reader. eu-football.info. (Hozzáférés: 2012. október 2.)
- George Reader. weltfussball.de. (Hozzáférés: 2012. október 2.)